# 中坑山 (新北市中和區)
中坑山是新北市中和區多個家山之一，位在中和交流道南下入口東側。

## 地理環境
中坑山大致上可分成南翼與東北翼兩部分。南翼主峰海拔52.9公尺，仍保留較原始的風貌，山麓多菜園，並未規畫登山步道，不易登臨。東北翼海拔32.3公尺，目前已闢建成為錦和運動公園的登山步道。

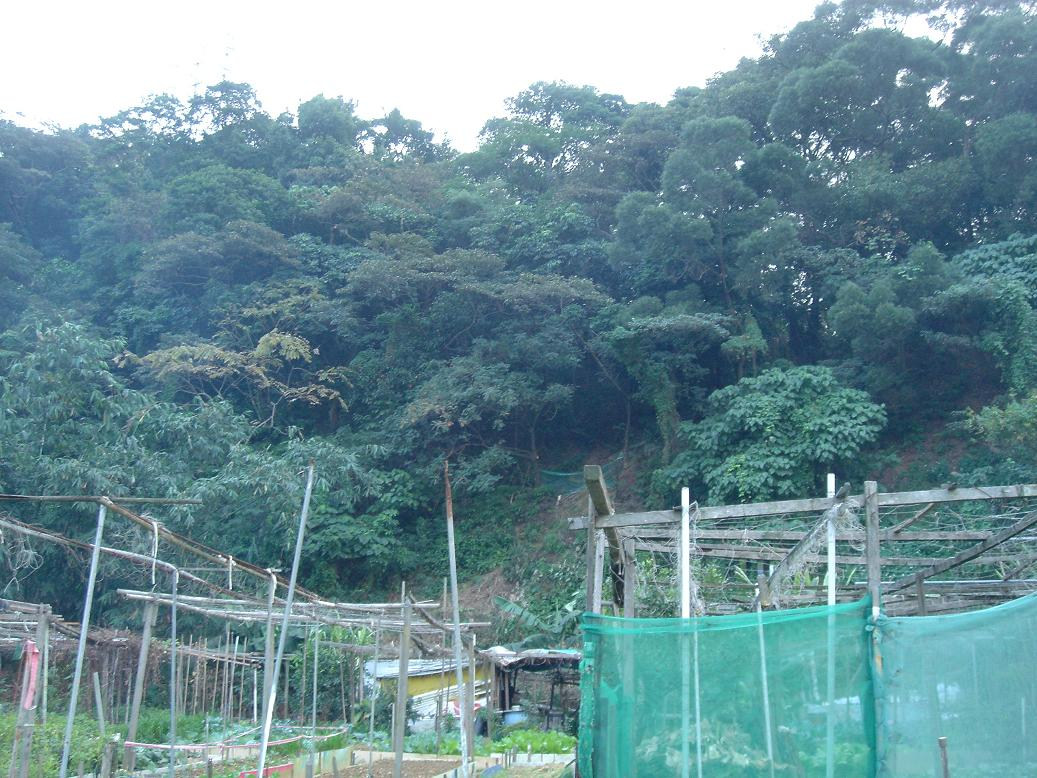
錦和運動公園後側小山(中坑山南翼)

中坑山北側原本為南勢角溪游西支流流經，由西向東經過錦和運動公園壘球場與400米跑道；但水利工程整治截彎取直後，目前此段為中和排水路連城支線。中坑山屬於圓通排水分區。

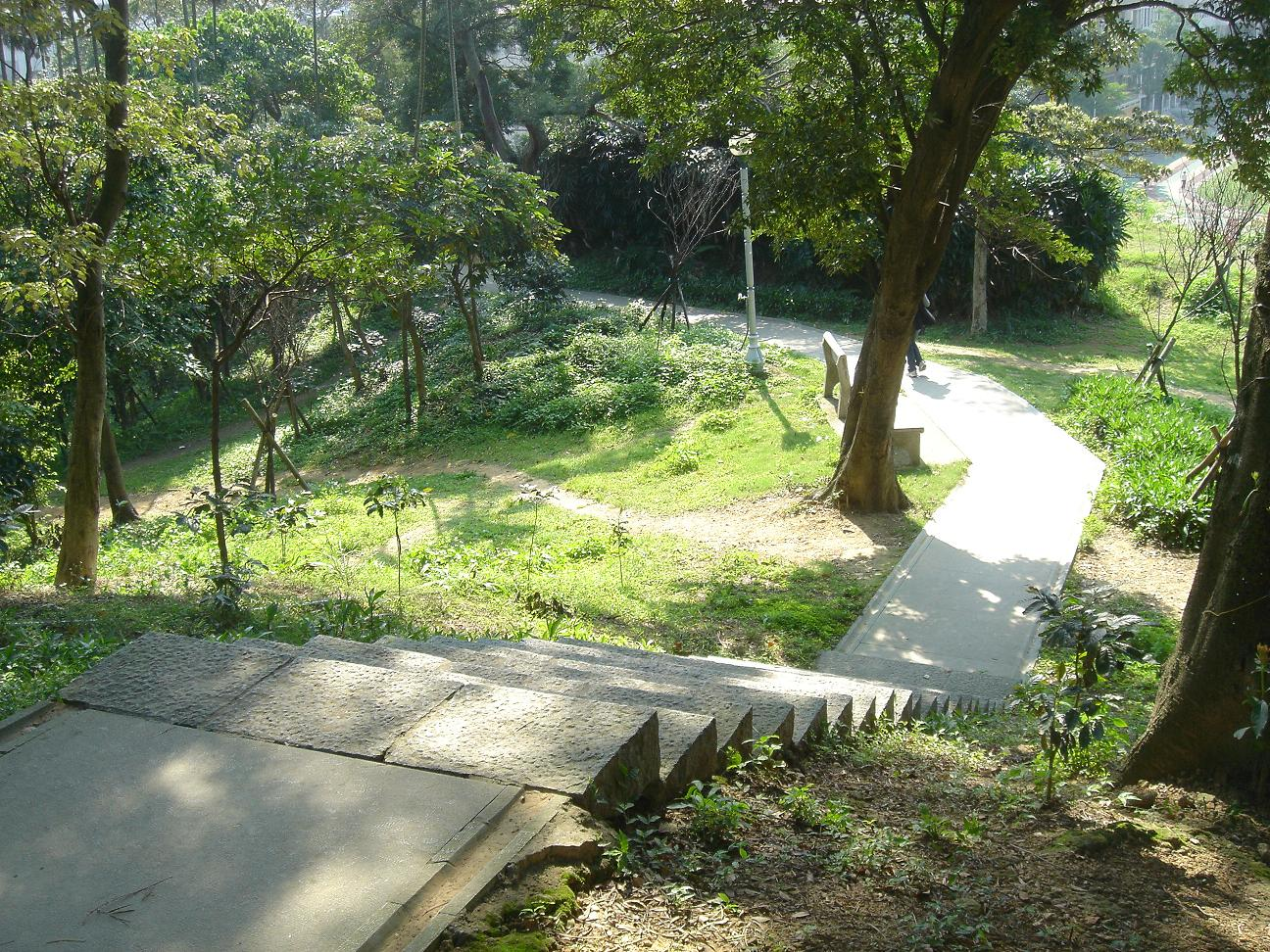
中坑山東北翼的登山步道

## 遊憩景點
一般所指的「錦和運動公園」由東到西，以景石（巨石碑）或招牌所在的位置，主要可區分為「錦和社區運動公園」、「風光中和」、「中和區社區運動公園」三個區域。
- 錦和社區運動公園：「錦和運動公園」巨石碑、壘球場、中和市溫水游泳池（遠東活水健康世界錦和館游泳池）、網球場、籃球場、溜冰場、兒童遊戲設施、水舞噴泉。
- 風光中和：「風光中和」紀念景石、林蔭山坡、體健設施區、木構光電涼亭、仿老樹淋浴柱、原石水道、貝殼砂坑、階梯草坪、枕木景觀區、親子休憩涼亭、三百年茄苳老樹、表演廣場及舞台、噴泉廣場、野溪河道、咖啡屋、跳泉小徑、鋼構光電涼亭、神秘通道、綠頂空橋、觀星山丘、風力發電涼亭、公共廁所。
- 中和區社區運動公園：400米跑道與看台[5][6][7][8][9]。

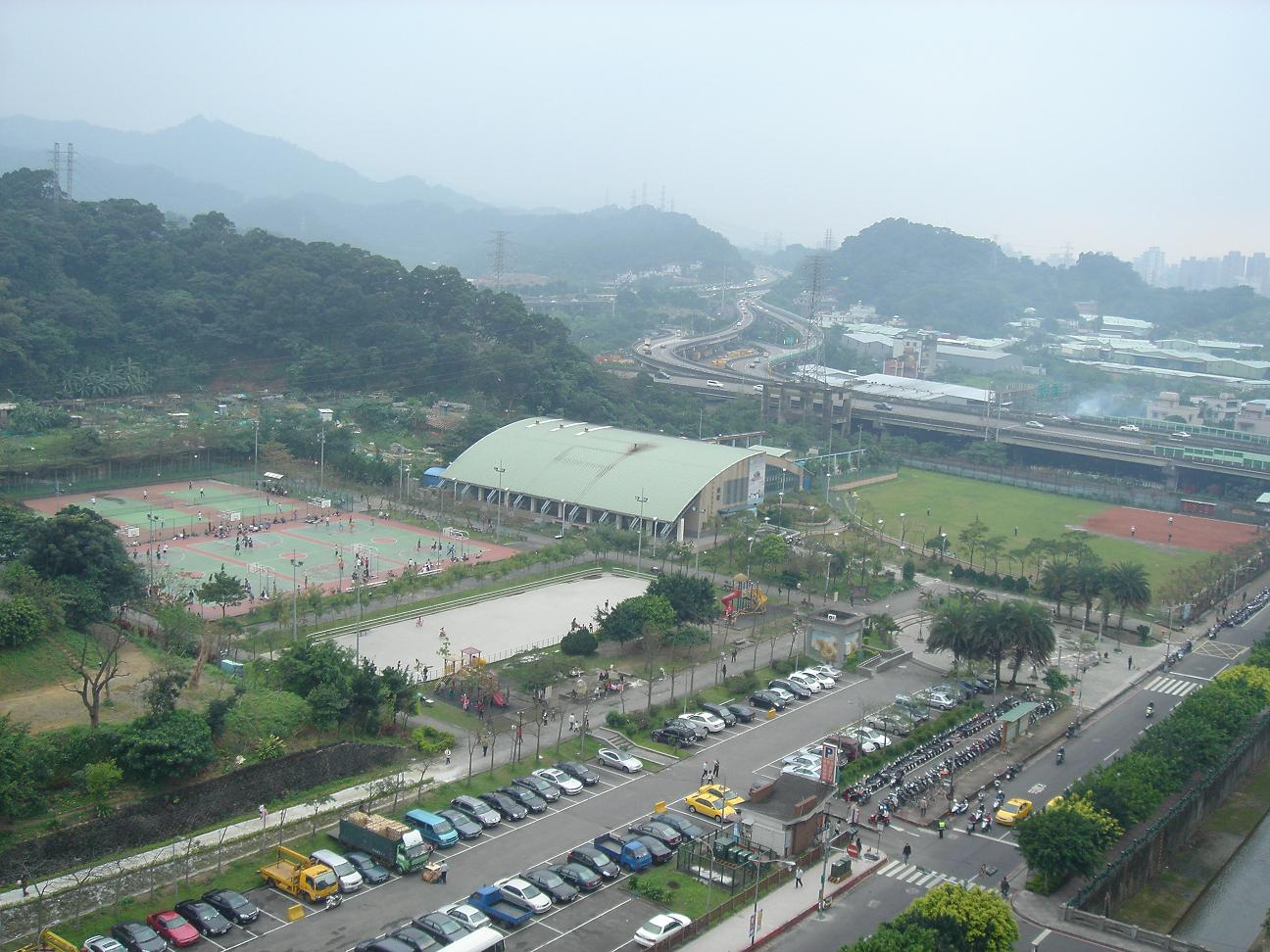
鳥瞰錦和運動公園西半部
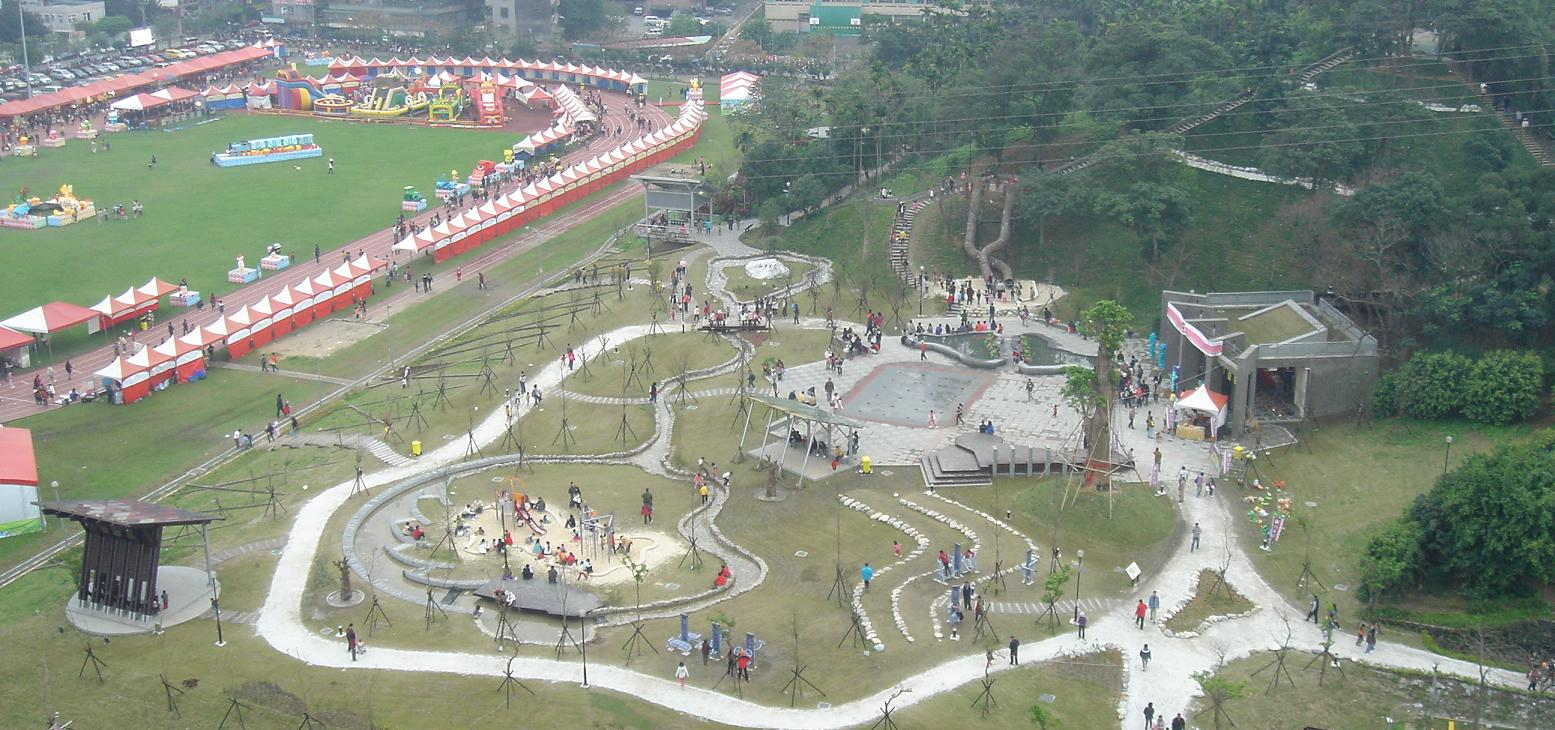
鳥瞰錦和運動公園東半部
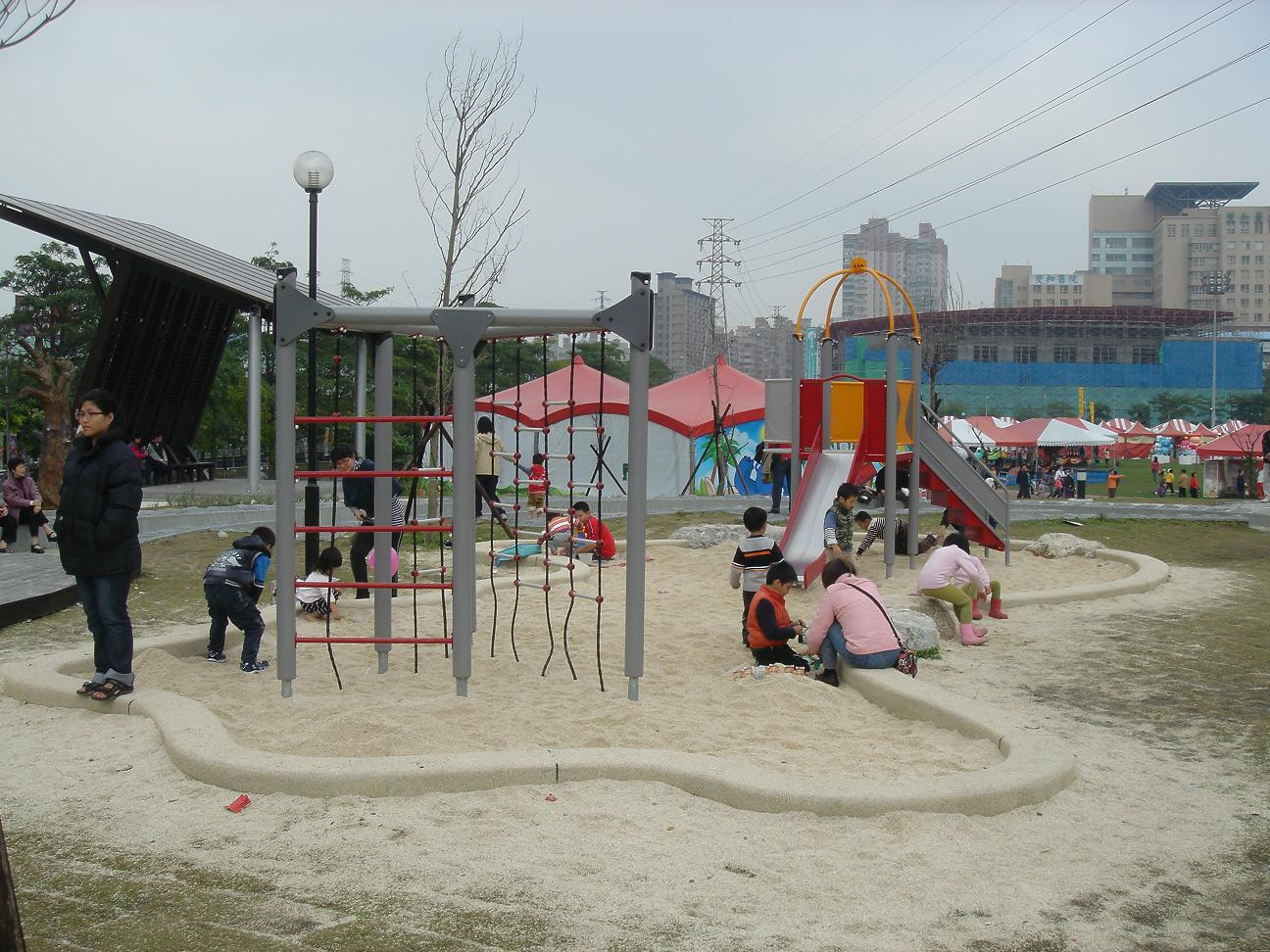
貝殼砂坑
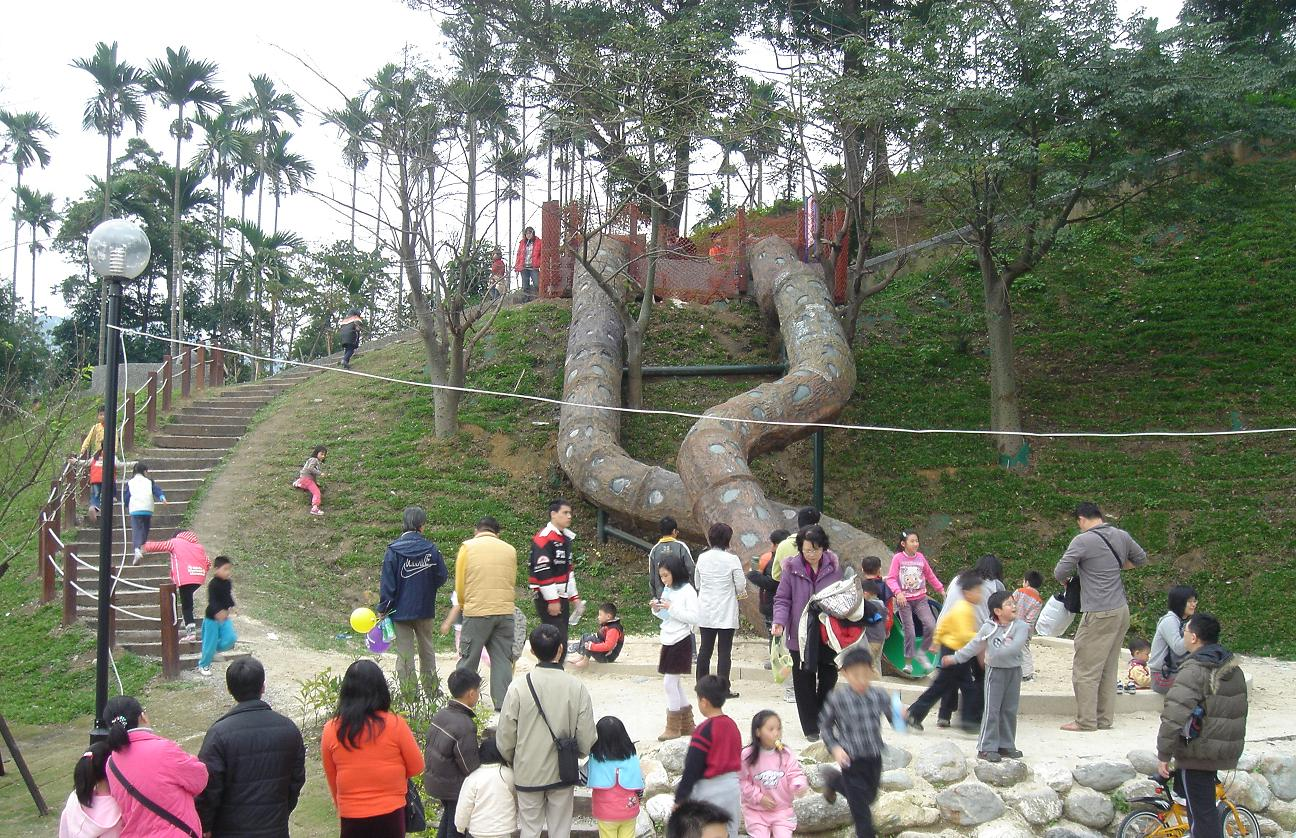
神秘通道
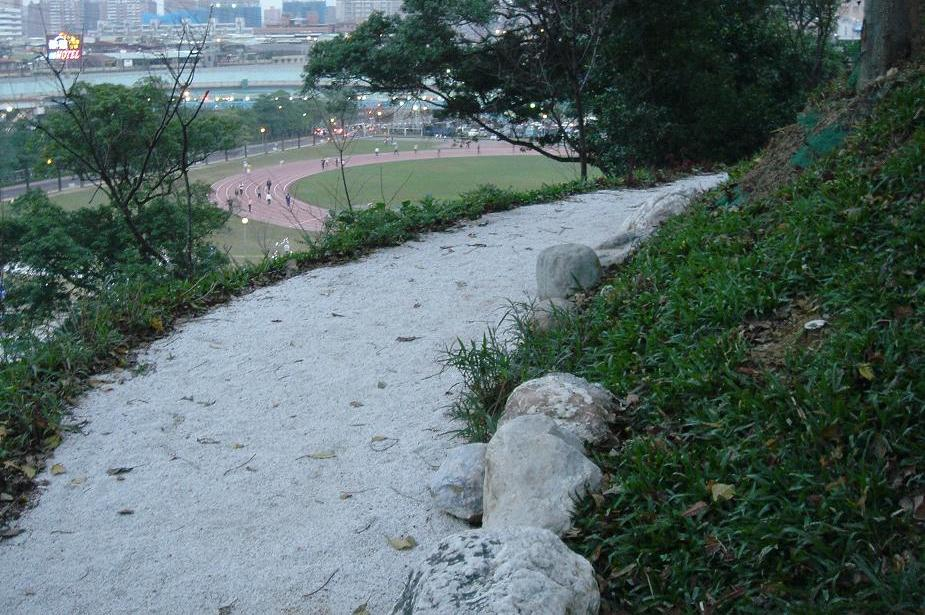
觀星山丘俯視中和運動公園
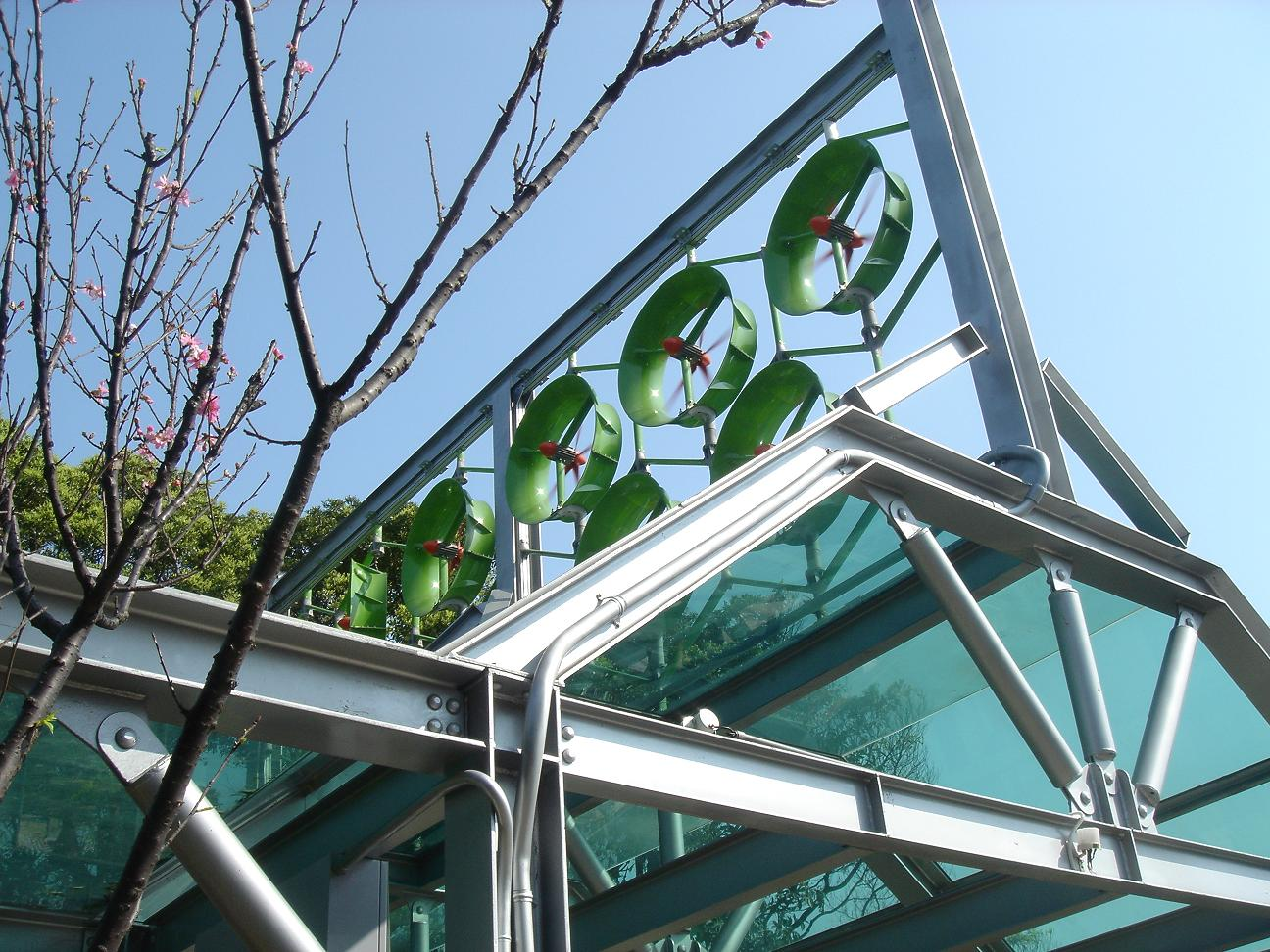
風力發電涼亭
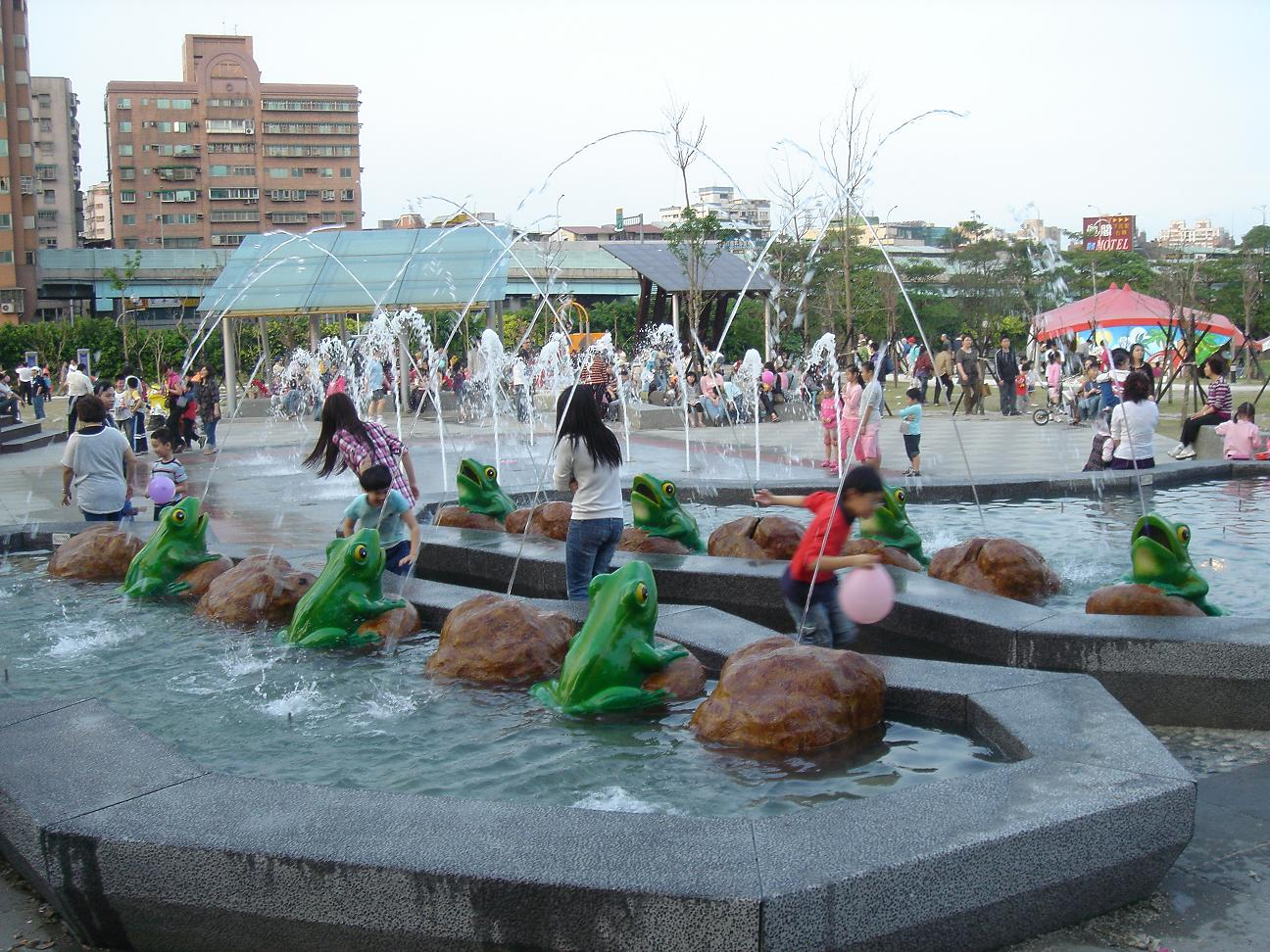
噴泉廣場
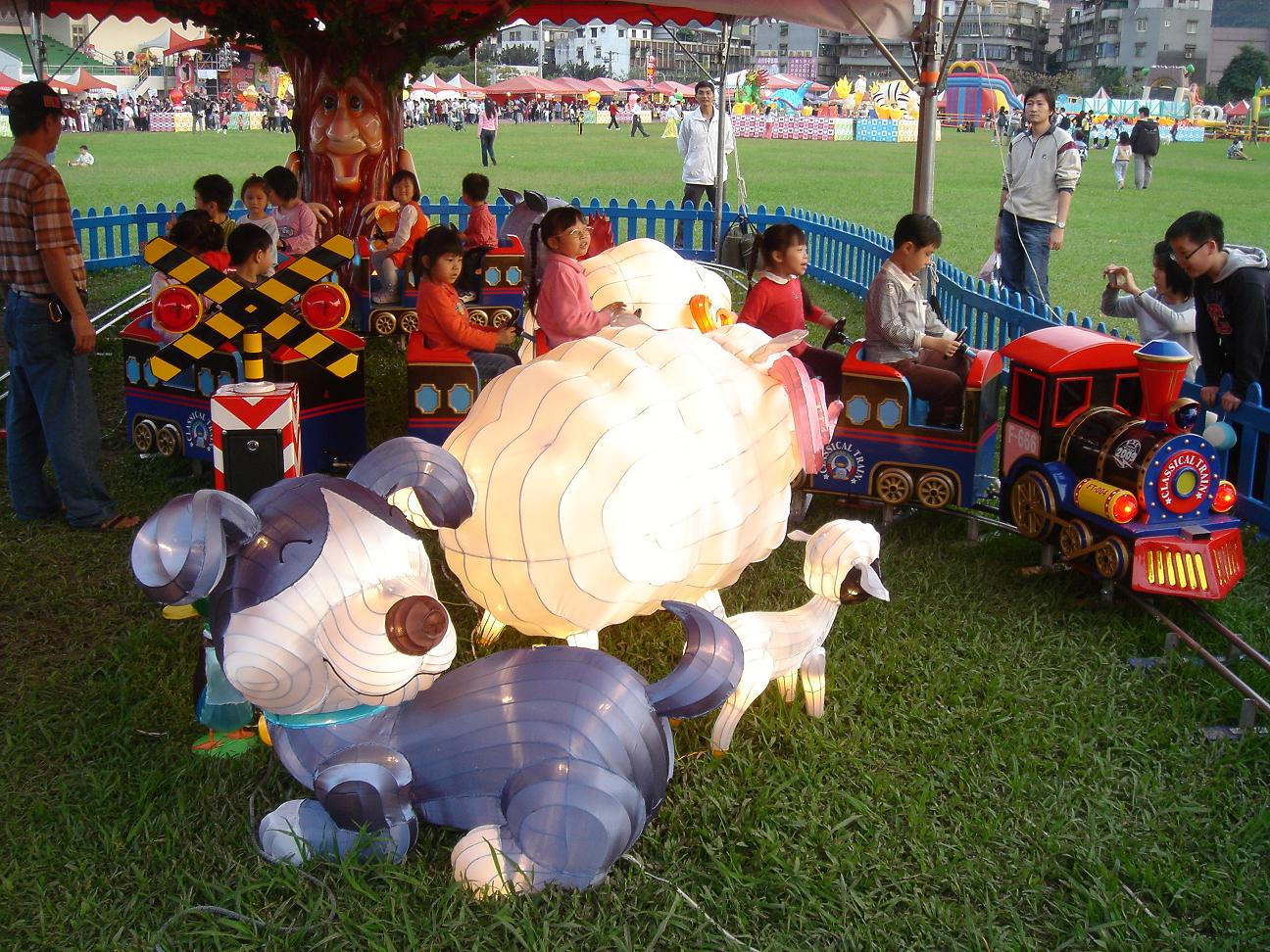
「2010新北市卡通燈會」

## 動植物生態
- 動物：大琉璃紋鳳蝶
- 植物：有相思樹、江某、血桐、樟樹、山黃麻、桂竹、大花咸豐草...等。並栽植茄苳、山櫻花、（阿拉比卡）咖啡樹[5]、黃金風鈴木、仙丹花、翠盧莉...等。

## 交通方式
- 自行車：大漢溪及新店溪自行車道中和板橋側→中和抽水站越堤天橋→中和排水路自行車道→錦和路→錦和運動公園。
- 公車: 台北聯營公車橘2、橘3、藍18、藍41、201、241、242、243於「中和站」下車，或搭橘5、藍18於「錦和路口」站下車或搭藍41於「錦和高中」站下車。

## 外部連結
- 國3-中和交流道-南下入口